# За нас двох
«За нас двох» («À nous deux») — французька кримінальна кінодрама 1979 року, знята режисером Клодом Лелушем, з Катрін Денев і Жаком Дютроном у головних ролях.

## Сюжет
За минулі образи Сімона мститься чоловікам своєрідним способом — знайомиться з високопоставленими особами, а потім за допомогою друга-фотографа та шантажу вимагає у невдах коханців круглі суми. Бізнес стає небезпечним, і Сімона, щоб не опинитися в руках поліції, змушена ховатися. Вона знайомиться із Сімоном, який втік із в'язниці, і «шукачі пригод» вирішують разом попрямувати в Америку.

## У ролях
- Катрін Денев — Франсуаза
- Жак Дютрон — Сімон
- Жак Вільре — роль другого плану
- Поль Пребуа — роль другого плану
- Бернар Ле Кок — фотограф
- Жільберта Женья — роль другого плану
- Жак Годен — роль другого плану
- Монік Мелінан — мати Франсуази
- Еміль Жене — начальник поліції США
- Бернар Кромбі — Алан
- Данієль Отей — волоцюга
- Жерар Дармон — роль другого плану
- Ален Давід — роль другого плану
- Сонні Форбс — роль другого плану
- Сем Левін — роль другого плану
- Міріам Мезьєр — роль другого плану
- Ксав'є Сен-Макарі — роль другого плану
- Жерар Сюрюгю — роль другого плану
- Ленні Ченс — роль другого плану
- Жерар Кайо — роль другого плану
- Жан-Франсуа Ремі — роль другого плану
- Марі-П'єр де Жерандо — роль другого плану
- Банні Годійо — роль другого плану
- Дік Грант — роль другого плану
- Анна Жуссе — роль другого плану
- Евелін Кер — роль другого плану
- Елі Лоер — роль другого плану
- Жерар Лоро — роль другого плану
- Гі Ретор — роль другого плану
- Джиммі Тапп — роль другого плану
- Домінік Бернар — роль другого плану
- К'яра Мастроянні — роль другого плану
- Жан-Поль Мюель — роль другого плану
- Саймон Лелуш — роль другого плану

## Знімальна група
- Режисер — Клод Лелуш
- Сценарист — Клод Лелуш
- Оператор — Бернар Цицерманн
- Композитор — Франсіс Ле
- Продюсери — Дені Еру, Клод Лелуш